# Closterocerus eutrifasciatus
Closterocerus eutrifasciatus är en stekelart som beskrevs av Yin-Xia Liao 1987. Closterocerus eutrifasciatus ingår i släktet Closterocerus och familjen finglanssteklar. Inga underarter finns listade i Catalogue of Life.